# Ekwangatana
Ekwangatana ist ein Ort in der Provinz Bas-Uele der Demokratischen Republik Kongo, der während der Kolonialzeit von belgischen Offizieren als Kolonialstation eingerichtet wurde.

## Lage
Ekwangatana liegt in der Nähe der heutigen Siedlung Djamba, wo der Rubi und der Likati zum Itimbiri zusammenfließen. Es liegt auf einer Höhe von 421 Metern.

## Geschichte
Ekwangatana wurde im Mai 1890 von Léon Roget und Jules Alexandre Milz als Regierungsposten des Kongo-Freistaats gegründet und einem afrikanischen Offizier anvertraut. Die belgische Aktiengesellschaft Société Commerciale et Minière de l’Uelé (COMUELE) wurde im Juni 1919 als Joint Venture zwischen der Société commerciale et Minière du Congo (Cominière) und den englischen Gebrüdern Lever gegründet. 1926 gründete sie die Ekwangatana-Kaffeeplantagen.
In Ekwangatana wurde 1936–1937 eine Station für eine magnetische Vermessung des belgischen Kongo eingerichtet. Sie befand sich am linken Ufer des Itimbiri (Rubi), vor dem Arbeiterlager der Comuele-Plantage Ekwangatana, auf einer kleinen Waldlichtung, etwa 250 Meter südsüdwestlich der Kaffeeplantage. Diese Vermessung ergab eine Höhe von 375 Metern (1230 Fuß).

## Weblink
- Ekwangatana auf GeoNames.